# Хебертсхаузен
Хебертсхаузен (њем. Hebertshausen) општина је у њемачкој савезној држави Баварска. Једно је од 17 општинских средишта округа Дахау. Према процјени из 2010. у општини је живјело 5.194 становника. Посједује регионалну шифру (AGS) 9174122.

## Географски и демографски подаци
Хебертсхаузен се налази у савезној држави Баварска у округу Дахау. Општина се налази на надморској висини од 489 метара. Површина општине износи 29,6 km². У самом мјесту је, према процјени из 2010. године, живјело 5.194 становника. Просјечна густина становништва износи 176 становника/km².

## Међународна сарадња
| Мјесто | Држава   | Врста сарадње | Од    |
| ------ | -------- | ------------- | ----- |
| Локут  | Мађарска | партнерство   | 1994. |
| Извор  |          |               |       |